# Inkwanca

Gemeindegebiet bis 2016

Wappen der Gemeinde

Inkwanca war eine Gemeinde (Local Municipality) des Distrikts Chris Hani, Provinz Ostkap in Südafrika. Auf einer Fläche von 3584 km² lebten 21.971 Einwohner (Stand 2011). Sitz der Gemeindeverwaltung war Molteno.
Der Gemeindename ist das isiXhosa-Wort für „kalt“, im Gemeindegebiet werden regelmäßig die tiefsten Temperaturen der Provinz gemessen.
2016 wurde die Gemeinde mit den Gemeinden Lukhanji und Tsolwana zur Gemeinde Enoch Mgijima zusammengelegt.
Das Motto der Gemeinde lautete Together Advancing in Development, etwa: „Gemeinsam Voranschreiten durch Fortentwicklung“.

## Städte/Orte
- Dennekruin
- Hoffmansville
- Masakhe
- Molteno
- Nomonde
- Sterkstroom